# Zhao Jiping
Zhao Jiping (xinès simplificat: 赵季平) (Pingliang 1945 -) Compositor xinès. Especialista en compondre música pel cinema. Ha col·laborat amb els principals directors del cinema xinès de la cinquena i sisena generació.

## Biografia
Zhao Jiping va néixer l'agost de 1945 a Pingliang, província de Gaosu (Xina), fill de Zhao Wangyun, famòs pintor, fundador de l'Escola de Pintura de Chang'an i compositor. Zhao Jiping es va graduar al Conservatori de Música de Xi'an i el 1970 va ser assignat a l'Institut de Recerca de l'Òpera de Shaanxi, on hi va romandre més de vint anys estudiant els diferents tipus d'òpera, com l'Òpera Qin, l'Òpera Wanwan, l'Òpera Meihu i altres òperes locals.
El 1980, va començar a posar un peu en el camp de la música orquestral. Va compondre el concert de pipa (instrument) "Blessing" i l'obra orquestral "Qinchuan Expressing Feelings", i va co-crear "Chang'an Society Fire" amb Lu Rirong.
El 1983 va conèixer al director de cinema Chen Kaige que li va proposar col·laborar com a compositor en la pel·lícula 黄土地 (Yellow Earth) que estava ambientada en la zona de Shaanxi, ben coneguda per Zhao i aquest hi va incorporar cançons populars del nord de la província.A partir d'aquesta primera col·laboració Zhao va iniciar una estreta relació amb Chen i d'alguna forma va començar a contactar amb la indústria del cinema i la televisió. Més tard també va col·laborar amb un dels directors més importants del moment com Zhang Yimou.
L'any 2000, va rebre un encàrrec del violoncel·lista Yo Yo Ma, per al conjunt Silk Road (丝绸之路): "Moon over Guan Mountains" (《关山月——丝绸之路印象》per a pipa, sheng, violoncel i tabla).) Va ser estrenada a nivell mundial a Tanglewood l'any 2002. Durant la dècada del 2000, va compondre obres principalment per al conjunt Silk Road.
El 2017 va estrenar el "Primer Concert per a violí". " al Centre Nacional de les Arts Escèniques. L'obra va ser interpretada pel violinista Ning Feng i l'Orquestra del Centre Nacional per a les Arts Escèniques.
Des de 1984, Zhao Jiping ha compost música per a prop de 100 pel·lícules i centenars de sèries de televisió.
Les seves partitures han evolucionat cap a un estil molt personal que barreja música tradicional xinesa i conjunts instrumentals occidentals.

### Càrrecs acadèmics
El 1991, va exercir com a president del Teatre Provincial de la Cançó i la Dansa de Shaanxi .
El 2004, va ser elegit president de la Federació de Cercles Literaris i Artístics de Shaanxi .El 2008, es va convertir en el degà del Conservatori de Música de Xi'an. El 2009, va ser escollit com el setè president de l'Associació de Músics Xinesos i el febrer de 2010, va ser seleccionat com la figura culturalment més influent de Shaanxi.

## Filmografia.
| Any  | Títol xinès                  | Títol anglès                       | Director                 | Notes                                         |
| ---- | ---------------------------- | ---------------------------------- | ------------------------ | --------------------------------------------- |
| 1984 | 黄土地                       | Yellow Earth                       | Chen Kaige               |                                               |
| 1985 | 大阅兵                       | The Big Parade                     | Chen Kaige               |                                               |
| 1986 | Tien pu sa                   | Buddha’s Lock                      | Yim Ho                   |                                               |
| 1986 | 老井                         | Old Well                           | Wu Tianming              |                                               |
| 1987 | 紅高粱                       | Red Sorghum                        | Zhang Yimou              | Premi Jinji Jiang                             |
| 1988 | 哗变                         | Mutiny                             | He Qun                   |                                               |
| 1990 | 菊豆                         | Ju Dou                             | Zhang Yimou              |                                               |
| 1990 | 五个女子和一根绳子           | Five girls and de Rope             | Ye Hongwei               | Premi Festival dels Tres Continents de Nantes |
| 1991 | 大紅燈籠高高掛               | Raise the Red Lantern              | Zhang Yimou              |                                               |
| 1991 | 青春无悔                     | No regrets about youth             | Zhou Xiaowen             |                                               |
| 1992 | 心 线                        | Heartstrings                       | Zhou Sun                 | Premi Hundred Flowers Awards                  |
| 1992 | 秋菊打官司                   | The Story of Qiu Ju                | Zhang Yimou              |                                               |
| 1993 | 霸王别姬                     | Farewell, My Concubine             | Chen Kaige               |                                               |
| 1993 | Huang Ying                   |                                    | Lu Xiaowei               |                                               |
| 1994 | 活着                         | To Live                            | Zhang Yimou              |                                               |
| 1994 | 傻 – 青草 . 红太阳           | Sweet Grass                        | Zhou Youchao             |                                               |
| 1994 | 炮打双灯                     | Red Firecracker, Green Firecracker | He Ping                  |                                               |
| 1995 | 西游记第一百零一回之月光宝盒 | A Chinese Odyssey                  | Jeffrey Lau              |                                               |
| 1995 | 日光峡谷                     | Sun Valley                         | He Ping                  |                                               |
| 1996 | 风月                         | Temptress Moon                     | Chen Kaige               |                                               |
| 1996 | 变脸                         | The King of Masks                  | Tian-Ming Wu             |                                               |
| 1996 | 秦頌                         | The Emperor's Shadow               | Zhou Xiaowen             |                                               |
| 1996 | 百吗 飞飞                    | A White Horse Named Fei Fei        | Zhang Zien               |                                               |
| 1997 | Long cheng zheng yue         | Dragon Town Story                  | Yang Fengliang           |                                               |
| 1998 | 荆轲刺秦王                   | The Emperor and the Assasin        | Chen Kaige               |                                               |
| 1998 | 水浒传                       | The Water Margin (Sèrie TV)        | Zhang Yuan               | Premi Feitian Television Awards               |
| 1998 | Tai yang niao                |                                    | Wang Xueqi i Yang Liping |                                               |
| 1998 | Guan yu ai de gu shi         | The Common People                  | Zhou Xiaowen             |                                               |
| 1999 | 过年回家                     | Seventeen Years                    | Zhang Yuan               |                                               |
| 1999 | Yang Yue Lou zhuan           | Yeung Yue Lao Story                | Tso Nam Lee              |                                               |
| 1999 | 漂亮妈妈                     | Breaking the Silence               | Zhou Sun                 |                                               |
| 2000 | 葵花劫                       | Kui hua jie                        | Jiang Qinmin             |                                               |
| 2000 | 美丽的大脚                   | Pretty Big Feet                    | Yang Yazhou              |                                               |
| 2000 |                              | Sigh                               | Feng Xiaogang            |                                               |
| 2003 | Meili de Dajiao              | For the Children                   | Yang Yazhou              |                                               |
| 2008 | 梅兰芳                       | Forever Enthralled                 | Chen Kaige               |                                               |
| 2010 | 三国                         | The Three Kingdoms (Sèrie TV)      |                          |                                               |
| 2010 | 孔子                         | Confucius                          | Hu Mei                   |                                               |
| 2012 | 白鹿原                       | White Deer Plain                   | Wang Quan'an             |                                               |
| 2012 | 一九 四 二                   | Back to 1942                       | Feng Xiaogang            |                                               |
| 2013 | 就死而                       | Yi Will die                        | Feng Xiao                |                                               |